# عصر الرعامسة

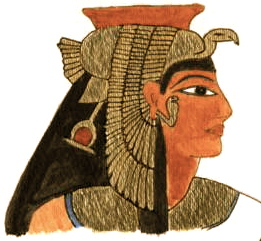

عصر الرعامسة هي تسمية لفترة في تاريخ مصر القديمة، وتحديدا في عصر الدولة الحديثة، تضم الحقبة الزمنية للأسرتين التاسعة عشر والعشرون. سميت باسم الرعامسة نسبة إلى من حملوا اسم رمسيس (بالهيروغليفية: رع مس سيس وتعني ابن الإله رع) من فراعنة مصر والذين حكموا مصر لمدة 225 سنة؛ بداية من عهد رمسيس الأول عام 1292 ق.م. وحتى رمسيس الحادي عشر والذي انتهى حكمه وانتهى معه عصر الرعامسة عام 1077 ق.م.